# Prorachthes portschinskyi
Prorachthes portschinskyi är en tvåvingeart som beskrevs av Paramonov 1927. Prorachthes portschinskyi ingår i släktet Prorachthes och familjen svävflugor. Inga underarter finns listade i Catalogue of Life.